# Хауроко (озеро)
Гауроко — озеро, що розкинулося в гірській долині в Національному парку Фіордланд на Південному острові в Новій Зеландії. 
Озеро має довгу S-подібну форму 30 кілометрів завдовжки і займає площу 63 км². Його поверхня лежить на висоті 150 м над рівнем моря, а глибина становить 462 м. Це найглибше озеро Нової Зеландії.
Гауроко — одне з найпівденніших озер країни. Воно лежить за 35 км на північний захід від містечка Туатапере між двома подібними за розміром озерами: Моновей і Потерітері. Його води через 20-кілометрову річку Вайраурахірі впадають у протоку Фово за 10 км на захід від бухти Ваевае.
Найбільший острів на озері, що має назву Мері, фігурує в багатьох місцевих міфах, наприклад про те, що на нього накладене прокляття Маорі. Але місцеві Маорі заперечують ці легенди.